# كينزو يوكوياما
كينزو يوكوياما (横山 謙三) ولد 21 يناير 1943، هو لاعب كرة قدم ياباني متقاعد. كما درب يوكوياما الياباني بين عامي 1988 و1991.

## روابط خارجية
- كينزو يوكوياما على موقع الاتحاد الدولي (مؤرشف)  (الإنجليزية)
- كينزو يوكوياما على موقع قاعدة بيانات كرة القدم.إي يو (الإنجليزية)
- كينزو يوكوياما على موقع ناشيونال فوتبول تيمز (الإنجليزية)
- كينزو يوكوياما على موقع Soccerway.com (الإنجليزية)
- كينزو يوكوياما على موقع عالم كرة القدم.نت (الإنجليزية)
- كينزو يوكوياما على موقع اللجنة الأولمبية الدولية (الإنجليزية)
- كينزو يوكوياما على موقع أوليمبيديا (الإنجليزية)

1. ↑  "معلومات عن كينزو يوكوياما على موقع national-football-teams.com". national-football-teams.com. مؤرشف من الأصل في 2020-03-14.
2. ↑  "معلومات عن كينزو يوكوياما على موقع data.j-league.or.jp". data.j-league.or.jp. مؤرشف من الأصل في 2017-08-31.
3. ↑  "معلومات عن كينزو يوكوياما على موقع olympic.org". olympic.org. مؤرشف من الأصل في 2019-07-03.